# Antoine Gavini
Antoine Gavini, né le 24 juillet 1856 à Bastia (Corse) et décédé le 8 mars 1926 à Paris, est un homme politique français.
Fils de Sampiero Gavini, frère de Sébastien Gavini, il fait partie d'une importante dynastie politique corse. Avocat à Bastia en 1879, il est élu conseiller général à Bastia en 1886. Il sera par la suite conseiller général du canton de Campile et pendant 12 ans, président du conseil général. Il est également maire de Campile.
Il est député de la Corse à plusieurs reprises, de 1889 à 1898 dans l'arrondissement de Bastia, puis de 1903 à 1910 dans l'arrondissement de Corte, puis de 1919 à 1924, dans le cadre du scrutin de liste. D'abord bonapartiste, il se rallie à la République après 1893. Il est sénateur de la Corse de 1912 à 1920, inscrit au groupe de l'Union républicaine.

## Source
- « Antoine Gavini », dans le Dictionnaire des parlementaires français (1889-1940), sous la direction de Jean Jolly, PUF, 1960 [détail de l’édition]